# Mario Lambrughi
Mario Lambrughi (* 5. Februar 1992 in Monza) ist ein italienischer Hürdenläufer, der sich auf die 400-Meter-Distanz spezialisiert hat.

## Sportliche Laufbahn
Erste internationale Erfahrungen sammelte Mario Lambrughi im Jahr 2016, als er bei den Europameisterschaften in Amsterdam mit 49,60 s im Halbfinale über 400 m Hürden ausschied und mit der italienischen 4-mal-400-Meter-Staffel verpasste er mit 3:06,07 min den Finaleinzug. Im Jahr darauf wurde er bei den Halleneuropameisterschaften in Belgrad in der Vorrunde im 400-Meter-Lauf disqualifiziert und 2022 belegte er bei den Mittelmeerspielen in Oran in 49,29 s den fünften Platz über 400 m Hürden. Anschließend schied er bei den Weltmeisterschaften in Eugene mit 50,18 s in der ersten Runde aus und schied dann bei den Europameisterschaften in München mit 49,50 s im Halbfinale aus. 2023 wurde er bei den Weltmeisterschaften in Budapest im Semifinale disqualifiziert und im Jahr darauf schied er bei den Europameisterschaften in Rom mit 50,03 s im Halbfinale aus.
In den Jahren 2020, 2022 und 2023 wurde Lambrughi italienischer Meister im 400-Meter-Hürdenlauf.

## Persönliche Bestleistungen
- 400 Meter: 46,37 s, 16. Juli 2016 in Olgiate Olona
  - 400 Meter (Halle): 46,68 s, 28. Januar 2017 in Magglingen
- 400 m Hürden: 48,99 s, 13. Mai 2018 in Rieti